# Радинг
Радинг (нем. von Radingh) — дворянский род.

## Происхождение и история рода
Первым известным представителем рода был пярнуский нотариус Хенрик Радинг, купивший в 1629 году поместье Тиинус на Сааремаа. Его сын Рейнгольд Радинг (?—1717) был награждён в октябре 1675 года дворянским титулом, а внук, Юстус Генрих фон Радинг (Justus Heinrich von Radingh; 1667—1741) был генерал-майором, помощником командира Украинского корпуса, а затем — обер-комендантом Риги.
Ещё один представитель рода, статский советник (с 1799) Герман Иванович Радинг (1753—1827) — эстляндский вице-губернатор, затем — минский гражданский губернатор (1810—1812).

## Описание герба
Щит пересечен узким золотым поясом. В верхнем голубом поле две выходящих из пояса черных медвежьих лапы. держащих серебряные шары. В нижнем красном поле серебряная лилия.
Щит увенчан дворянским шлемом с золотым бурелетом, с красным и голубым витками. Нашлемник — возникающая черная медвежья лапа с серебряным шаром, между золотым и голубым орлиными крыльями. Намет, пересеченный красным по голубому в шахматы, подложен золотом.